# Chifra
Chifra è uno dei woreda, della zona di Awsi nella regione di Afar in Etiopia.

## Descrizione
Chifra si trova vicino alla base della scarpata orientale degli altopiani etiopi e delimitata a sud dal Mille, a ovest dalla Regione Amhara, a nord dalla Zona Amministrativa 4 e ad est da Dubti; il fiume Logiya definisce parte del confine con la Zona 4. Il centro amministrativo è la città di Chifra.